# دم‌جیجاقی
دُم‌جیجاقی، پروانه سه‌گوش سبز یا خال‌سبز سه‌گوش (نام علمی: Graphium agamemnon) پروانه‌ای است که در تیره پروانه‌های دم‌چلچله‌ای قرار دارد.

## پراکندگی
هند، نپال، سری‌لانکا، جزایر آندامان، جزایر نیکوبار، بنگلادش، برونئی، میانمار، تایلند، لائوس، کامبوج، جمهوری خلق چین تایوان، آسیای جنوب شرقی تا گینه نو، جزایر سلیمان، استرالیا و کوئینزلند زیستگاه این گونه است.

## نگارخانه

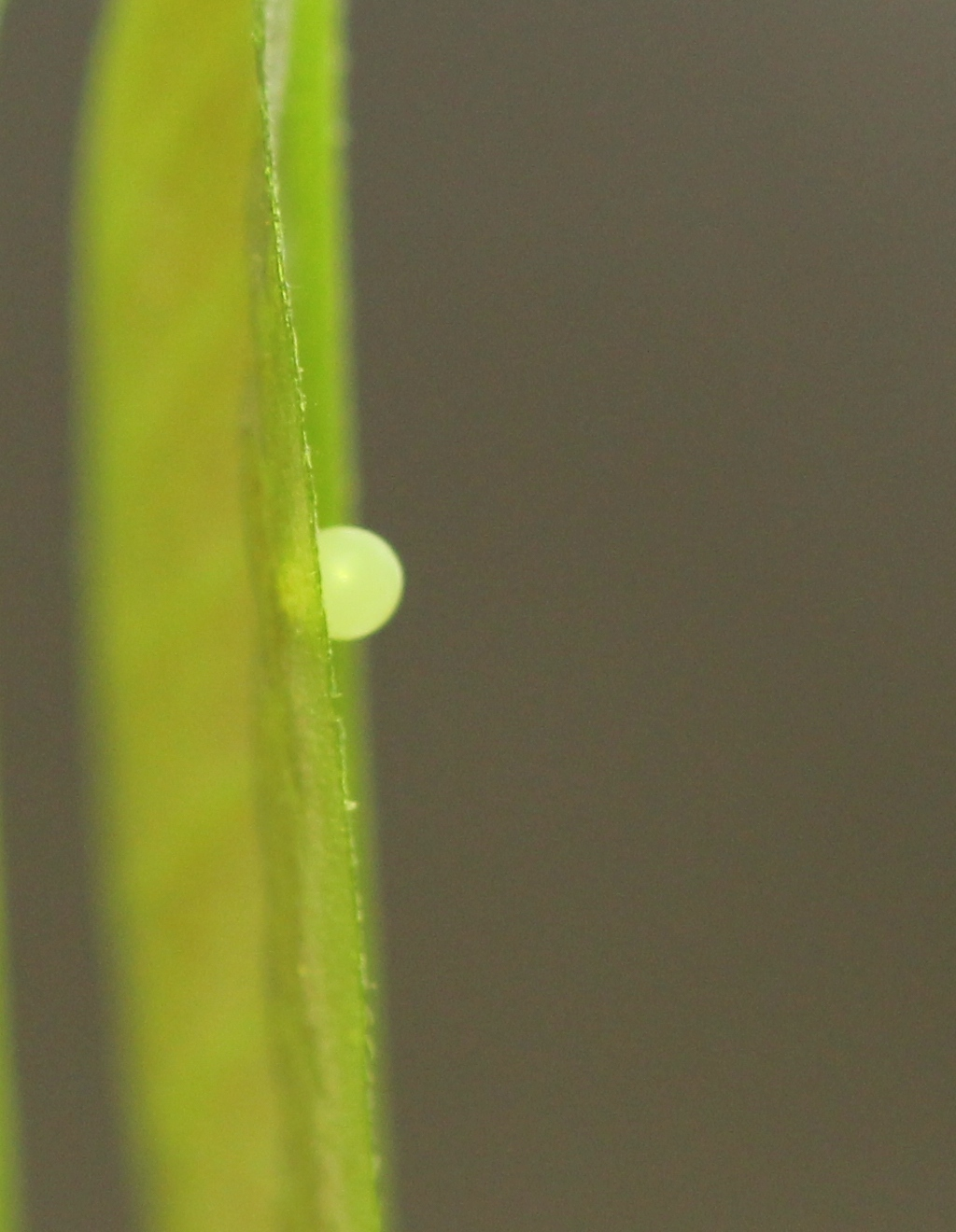
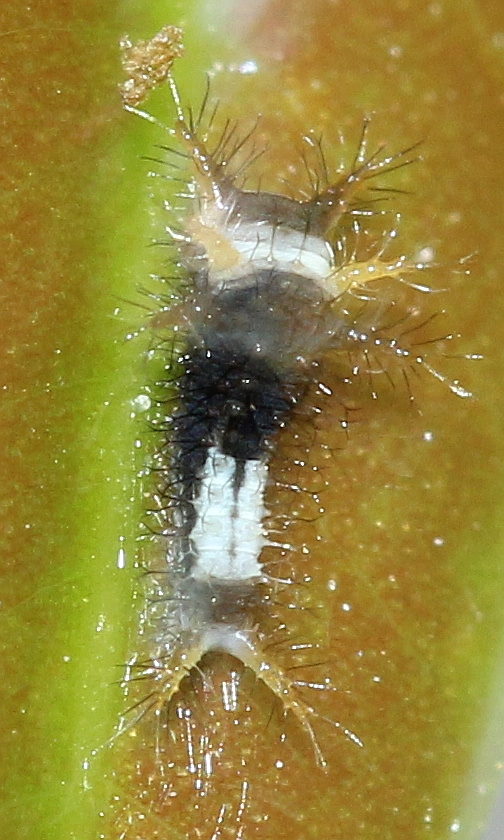
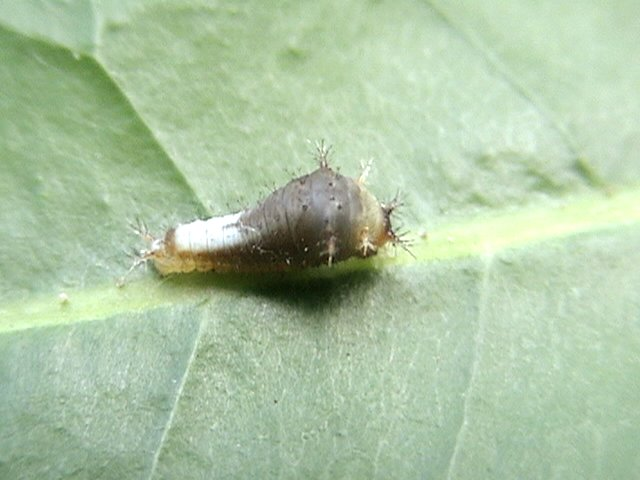
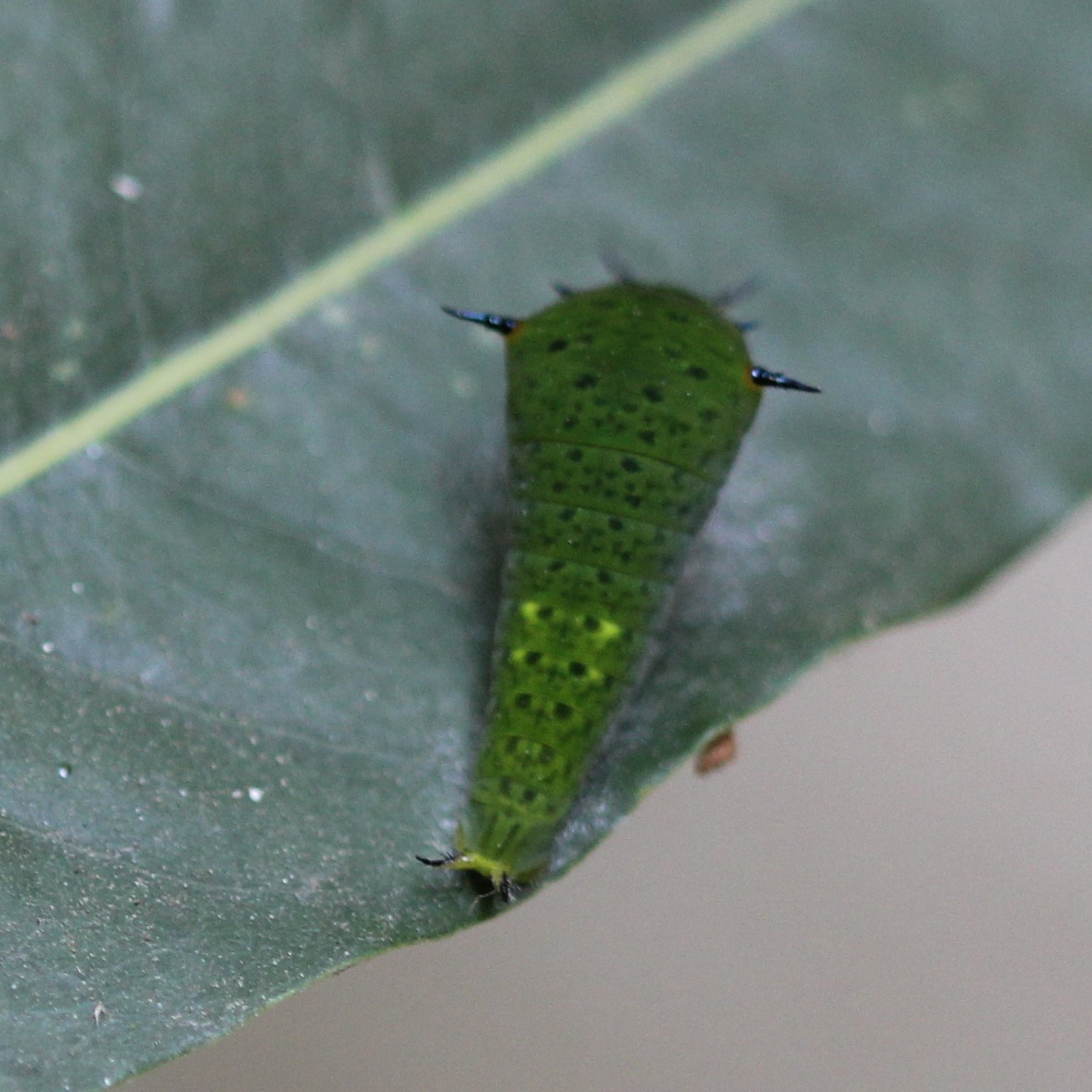
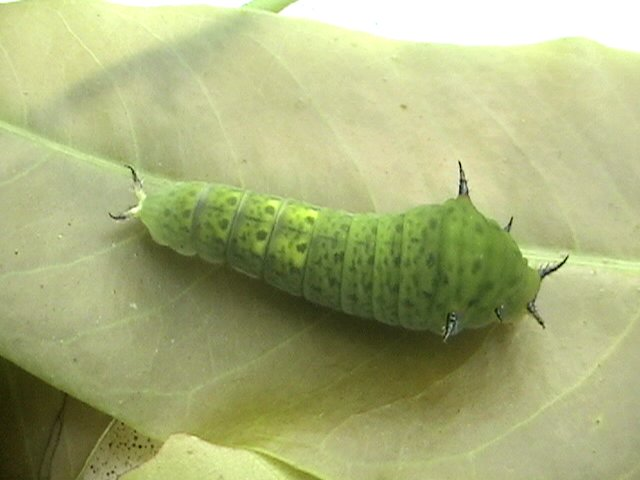
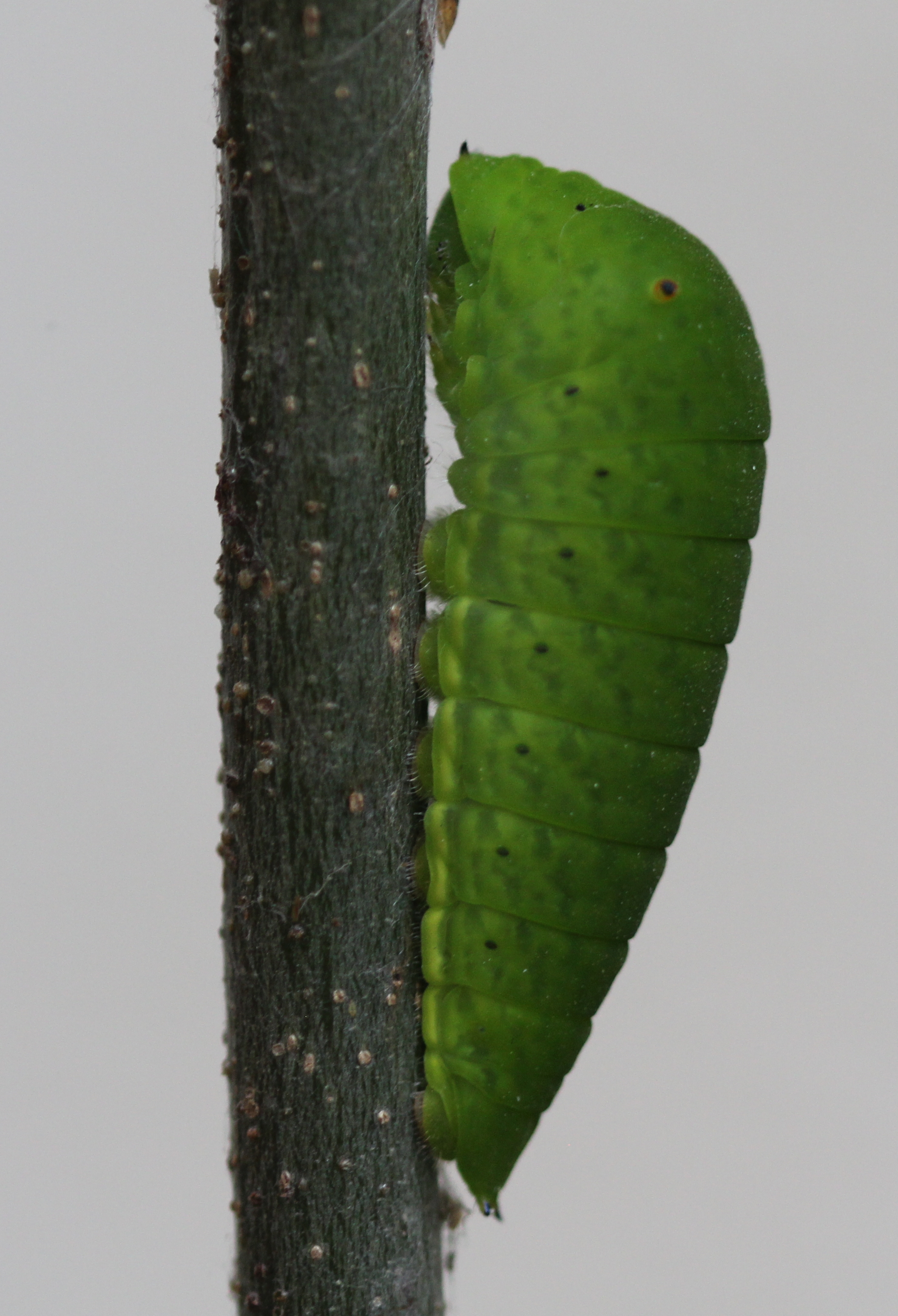
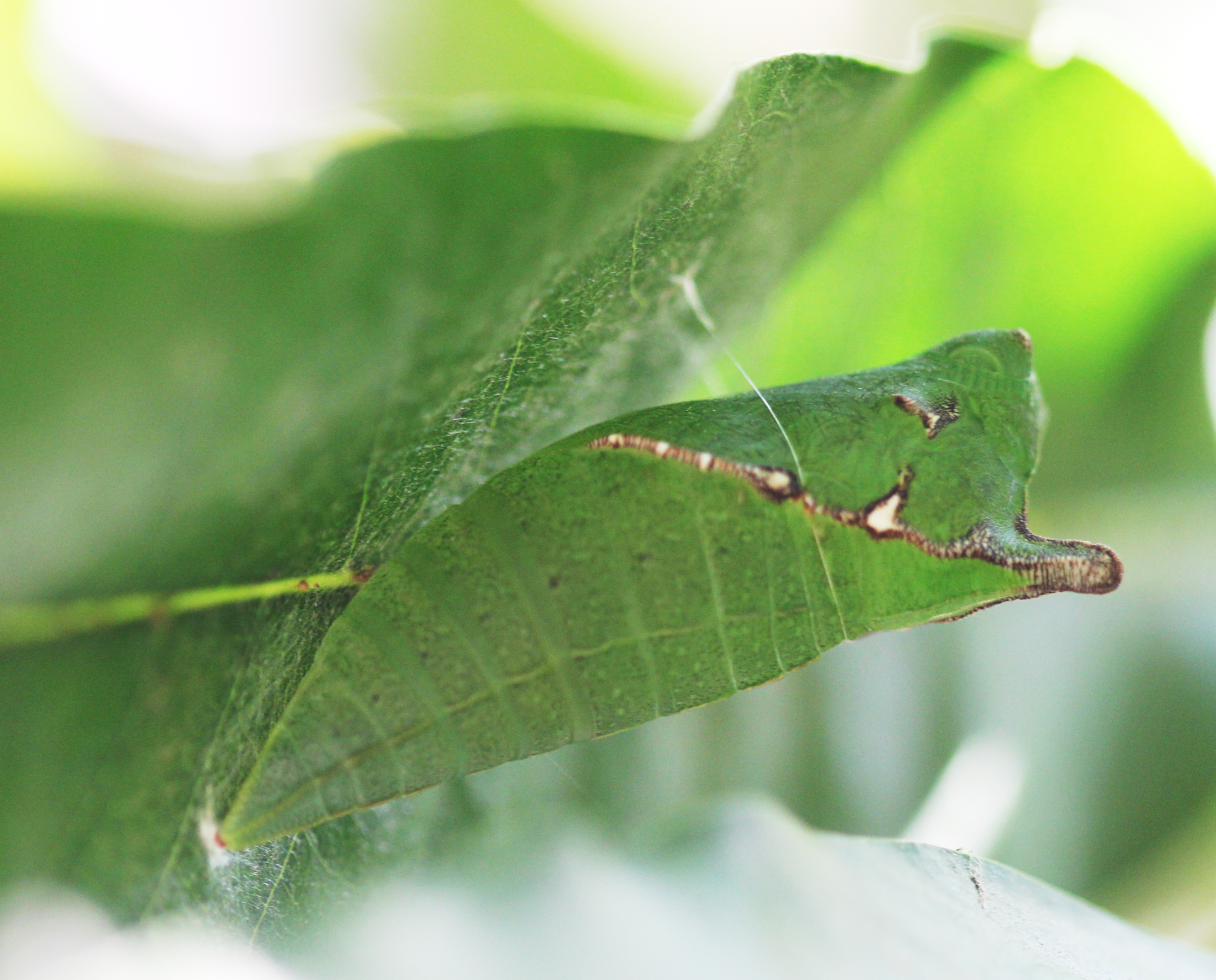